# Университетский проспект (Петергоф)
Университе́тский проспект — проспект в городе Петергофе Петродворцового района Санкт-Петербурга. Проходит от улицы Шахматова до Ульяновской улицы.

## История
Наименован 23 ноября 1970 года. Как говорится в решении, проспект должен быть «главной магистралью университетского комплекса» — комплекса зданий ЛГУ (ныне СПбГУ).
Фактически существует с начала 1980-х годов. Состоит из двух разорванных фрагментов — от улицы Шахматова до Чичеринской и Гостилицкой улиц, а также от Солнечной до Ульяновской улицы.
Проектом планировки предполагается построить недостающий участок Университетского проспекта, причем в виде бульвара.

## Перекрёстки
- переулок Ломоносова
- Чебышёвская улица
- Петергофская улица
- Чичеринская улица / Гостилицкая улица
- Солнечная улица
- Ректорский проезд
- Ульяновская улица

## Застройка
- дом 2/18 — жилой дом (1999[4])
- дом 8 — жилой дом (2007[4])
- дом 26 — химический факультет СПбГУ (1981[5])
- дом 28 — математико-механический факультет СПбГУ (1978[5])
- дом 35 — факультет прикладной математики — процессов управления СПбГУ (2001[5]). Комплекс зданий начали строить в конце 1980-х годов, затем бросили. Крыло с северо-восточной стороны так и не построили[6].

## Транспорт
- Автобусы:

- Остановка «Университетский проспект» (на Университетском проспекте): № 356, 356Ш, 360, 653
- Остановка «Университетский проспект» (на Чичеринской улице): № 210, 352, 356, 358, 359, 636, 653, 653А<
- Остановка «Петергоф — Университет»: № 210, 329, 352, 354, 356Ш, 358, 359

- Маршрутные такси:

- Остановка «Университетский проспект» (на Чичеринской улице): № 639Б